# Glàndula
Una glàndula és un conjunt de cèl·lules de l'organisme que sintetitzen substàncies que es poden alliberar al torrent sanguini, a una cavitat corporal o bé, a la superfície corporal. Les glàndules controlen i regulen les activitats de l'organisme. El mot prové del llatí glandula, diminutiu de glans, glà.

## Tipus de glàndules
Els éssers a sang calenta tenen tres tipus de glàndules: les glàndules endocrines, les glàndules exocrines i les glàndules mixtes.

### Glàndules endocrines

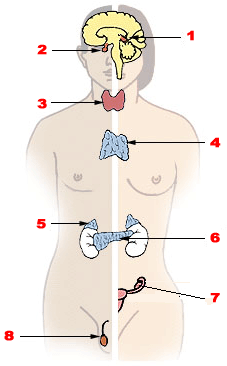
Sistema endocrí

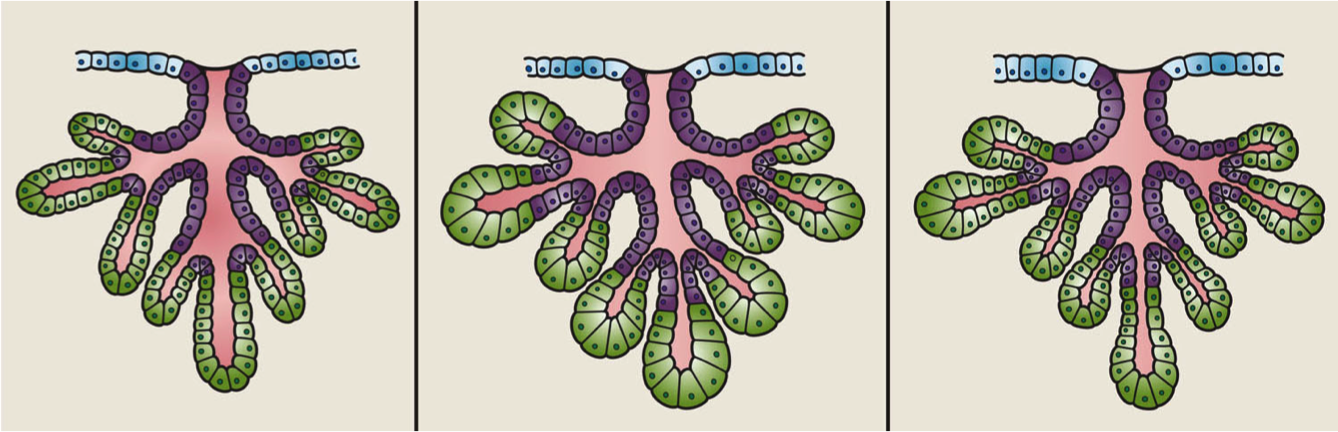
Tipus de glàndules exocrines segons l'estructura

Les glàndules endocrines, anomenades també glàndules tancades, són un conjunt de glàndules que sintetitzen unes substàncies anomenades hormones. Les glàndules endocrines, que conjuntament formen el sistema endocrí, són: pàncrees, tiroide, hipotàlem, hipòfisi, glàndula pineal, glàndules suprarenals, les gònades, les glàndules paratiroides, el tim, etc. L'hipotàlem controla i regula el sistema endocrí. És un sistema que transporta informació d'un lloc a un altres Les hormones són missatgers químics alliberats al sistema circulatori i per regular i controlar el funcionament d'òrgans i teixits. Un excés o dèficit d'hormones pot desencadenar patologies com el goll, nanisme, diabetis, etc.
Secreten dos tipus d'hormones: peptíques i esteroides.
Les hormones petíques tenen cadenes curtes d'aminoàcids amb efecte transitori. Un cop alliberades a la sang s'uneixen amb el receptor i activen o desactiven un enzim.
Les hormones esteroides poden travessar la membrana plasmàtica de les cèl·lules. Posteriorment, s'uneixen als seus receptors hi esdevenen actius. Tenen efectes de llarga durada, contraposades a les hormones peptídiques i són presents al torrent sanguini d'hores a dies.

### Glàndules exocrines
Les glàndules exocrines, anomenades també glàndules obertes, produeixen substàncies que són alliberades directament al tub digestiu o respiratori i a l'exterior del cos a través d'un conducte. La presència d'aquest conducte és una de les diferències amb les glàndules endocrines. El conjunt de les glàndules exocrines forma el sistema exocrí.
Les glàndules exocrines es classifiquen segons l'estructura, el nombre de cèl·lules i la mena de secreció.

#### L'estructura
- Tubular
- Tubular múltiple
- Alveolar
- Alveolar múltiple
- Glàndula simple
- Glàndula composta

#### El nombre de cèl·lules
- Unicel·lulars o d'una sola cèl·lula. Per exemple, les cèl·lules caliciformes de l'estómac.
- Pluricel·lulars: Formades per múltiples cèl·lules.

#### El producte de secreció
- Glàndules mucoses
- Seroses
- Seromucoses